# Tanjung Batu (Borneo Południowe)
Tanjung Batu – wieś (desa) w kecamatanie Kelumpang Tengah, w kabupatenie Kotabaru w prowincji Borneo Południowe w Indonezji.
Miejscowość ta leży w południowo-zachodniej części kecamatanu, nad Cieśniną Makasarską.